# Pandèmia de grip A (H1N1) de 2009 a l'Uruguai

Morts confirmades
Casos confirmats
Casos sense confirmar

La pandèmia de grip A (H1N1), la qual va tenir lloc el 2009, va arribar a l'Uruguai el 27 de maig de 2009. Els primers casos causats per aquesta pandèmia van ser dues persones: un home adult i un menor d'edat que recentment havien tornat de l'Argentina. D'aquesta manera, Uruguai es va convertir en el 18è país en reportar casos de grip A al continent americà.
El dia 27 de maig es van reportar dos casos confirmats del viruse a la ciutat de Montevideo. Les autoritats van recomanar seguir les mesures preventives necessàries. El 6 de juny, el nombre de casos confirmats a l'Uruguai havien augmentat a 22. El dia 8 de juny es van tancar dos col·legis privats a Montevideo per a evitar la infecció dels estudiants. Per al dia 11 de juny, la xifra dels afectats per la grip A a l'Uruguai ascendia als 36 casos.
A partir del 12 de juny, el Ministeri de Salut Pública va dir que no donaria xifres de malalts per la grip A "cas a cas", argumentant que ja no corresponia donar xifres d'afectats, atès que la malaltia ja hi era en fase pandèmica. Fins aquell moment, hi havien 15.000 casos sospitosos, 550 casos confirmats, i 33 morts.
La primera mort confirmada a l'Uruguai a causa de la nova grip es va reportar el 29 de juny a Montevideo.
El 13 de juliol es confirmen altres 2 morts, arribant a un total d'11 víctimes per la nova grip i 3.056 casos confirmats al país fins aquell moment.